# 2MASS J03105986+1648155
2MASS J03105986+1648155 ist ein Brauner Zwerg im Sternbild Widder. Er wurde 2000 von J. Davy Kirkpatrick et al. entdeckt. Er gehört der Spektralklasse L9 an.